# 加賀号

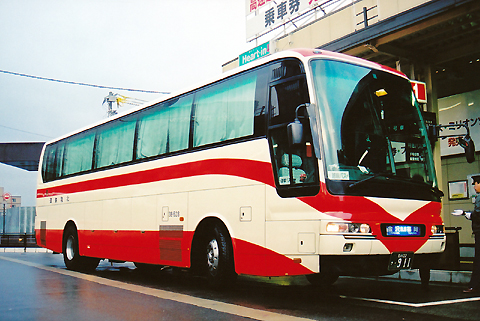
北陸鉄道「加賀号」

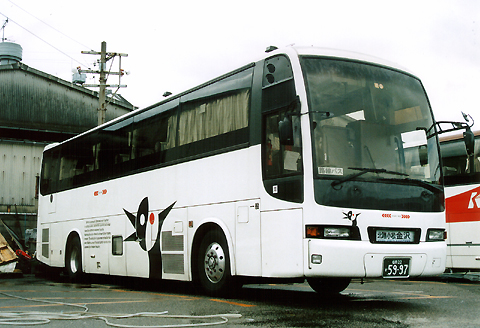
西日本鉄道「加賀号」

加賀号（かがごう）とは、かつて石川県金沢市と福岡県福岡市を結んで運行されていた夜行高速バスである。
この項では、主に廃止時点での概況を記す。

## 概説
福岡と北陸を結ぶ路線で、鉄道では直通列車の設定が困難であったことから、多客期には続行便を運行することもあった。
しかし、三大都市圏に該当しない都市同士を結び且つ長距離路線（西鉄が運行する路線では当時「はかた号」に次いで長距離）であったことからビジネス路線という性格が弱く、平日の乗客は少なかった。

## 運行会社
- 北陸鉄道
- 西日本鉄道

## 歴史
- 1990年（平成2年）12月20日：運行開始[1]。所要時間は12時間45分[1]。
- 1997年（平成9年）：山陽自動車道全通に伴い、同道経由に変更。
- 1999年（平成11年）6月30日：路線廃止。

## 停車地と運行経路

### 停車地
石川県
- 金沢駅前（金沢市）
- 武蔵ヶ辻（金沢市）
- 香林坊（金沢市）
- 片町（金沢市）
- 北陸小松（小松市）

福岡県
- 高速門司港（北九州市門司区）
- 小倉駅前（北九州市小倉北区）
- 砂津（北九州市小倉北区）
- 黒崎IC引野口（北九州市八幡西区）
- 黒崎バスセンター（北九州市八幡西区）
- 博多駅交通センター（福岡市博多区）
- 西鉄天神バスセンター（福岡市中央区）

※同一県内相互間の利用は不可。

### 運行経路
金沢市内 - 金沢西インターチェンジ - 北陸自動車道 - 米原ジャンクション - 名神高速道路 - 吹田ジャンクション - 中国自動車道 - 神戸ジャンクション - 山陽自動車道 - 廿日市ジャンクション - 広島岩国道路 - 大竹ジャンクション - 山陽自動車道 - 山口ジャンクション - 中国自動車道 - 下関インターチェンジ - 関門橋 - 門司インターチェンジ - 北九州高速4号線 - 足立ランプ（福岡行き）/富野ランプ（金沢行き） - 小倉北区内 - 足立ランプ - 北九州高速4号線 - 黒崎ランプ - 八幡西区内 - 黒崎ランプ - 北九州高速4号線 - 八幡インターチェンジ - 九州自動車道 - 福岡インターチェンジ - 福岡高速4号線 - 貝塚ジャンクション - 福岡高速1号線 - 千鳥橋ジャンクション - 福岡高速2号線 - 博多駅東ランプ - 福岡市内

## 使用車両
廃止時点での使用車両は、北陸鉄道が三菱ふそうエアロクィーン純正車体。西鉄は三菱ふそうエアロクィーン西工ネオロイヤルSD-IIが使用され形式は何れもKC-MS822Pであった。当系統廃止後は、北鉄車両は主に金沢～藤沢線（金沢 - 横浜湘南線）、西鉄車両は主に福岡～新宿線（はかた号）等に転用されている。

## 特記事項
- JR西日本の山陽新幹線と特急列車の新型車両導入に伴うスピードアップと増発も廃止の遠因であった。[要出典]